# Begli Nurmyradow
Begli Dortgulyýewiç Nurmyradow (* 27. Mai 1981) ist ein ehemaliger turkmenischer Fußballspieler.

## Karriere

### Verein
Begli Nurmyradow spielte in seiner Karriere für die heimischen Erstligisten Garagum Türkmenabat, HTTU Aşgabat, Ahal FK und gewann mit diesen insgesamt acht nationale Titel.

### Nationalmannschaft
Von 2009 bis 2010 absolvierte Nurmyradow insgesamt sechs Partien für die turkmenische A-Nationalmannschaft und schoss dabei einen Treffer. Dieser fiel am 21. Februar 2010 im Gruppenspiel des AFC Challenge Cups gegen Kirgisistan, als er in der 70. Minute den 1:0-Siegtreffer erzielte.

## Erfolge
- Turkmenischer Meister: 2005, 2006, 2009
- Turkmenischer Pokalsieger: 2002, 2006, 2013
- Turkmenischer Superpokalsieger: 2005, 2009